# Baruch Arensburg
Baruch Arensburg (hebräisch ברוך ארנסבורג; geboren 1934 in Santiago de Chile, Chile) ist ein chilenisch-israelischer Anthropologe und Hochschullehrer an der Universität Tel Aviv.

## Leben
Arensburgs Eltern emigrierten Anfang des 20. Jahrhunderts aus Russland nach Chile. 1958 und 1959 studierte Arensburg Anthropologie und Vergleichende Anatomie an der Universität von Paris (Sorbonne). 1959 wanderte er nach Israel aus. Dort studierte er an der Hebräischen Universität Jerusalem Geographie und Archäologie mit einem Bachelor-Abschluss und Geographie und Zoologie mit einem Master-Abschluss.
Nach seinem Studium arbeitete er mit Moshe Stekelis und mit Hilel Nathan zusammen. Mit Nathan analysierte er Knochenfunde aus den Höhlen der Judäischen Wüste. 1966 nahm Nathan seinen Schüler Arensburg mit an die Universität Tel Aviv. Dort gründete Arensburg ein Labor für Biologische Anthropologie und eine Skelettsammlung.
Arensburg war der erste, der vergleichende anthropologische Studien durchführte zur Bevölkerung Palästinas beginnend mit der Altsteinzeit über die biblische, klassische, römische und byzantinische Zeit bis zur Gegenwart. Arensburg promovierte 1974.
An der Sackler-Fakultät für Medizin der Universität Tel Aviv arbeitete Arensburg als Professor. Außerdem ist er Mitarbeiter des Dan David Center for Human Evolution and Biohistory Research im Steinhardt Museum of Nature der Universität Tel Aviv.

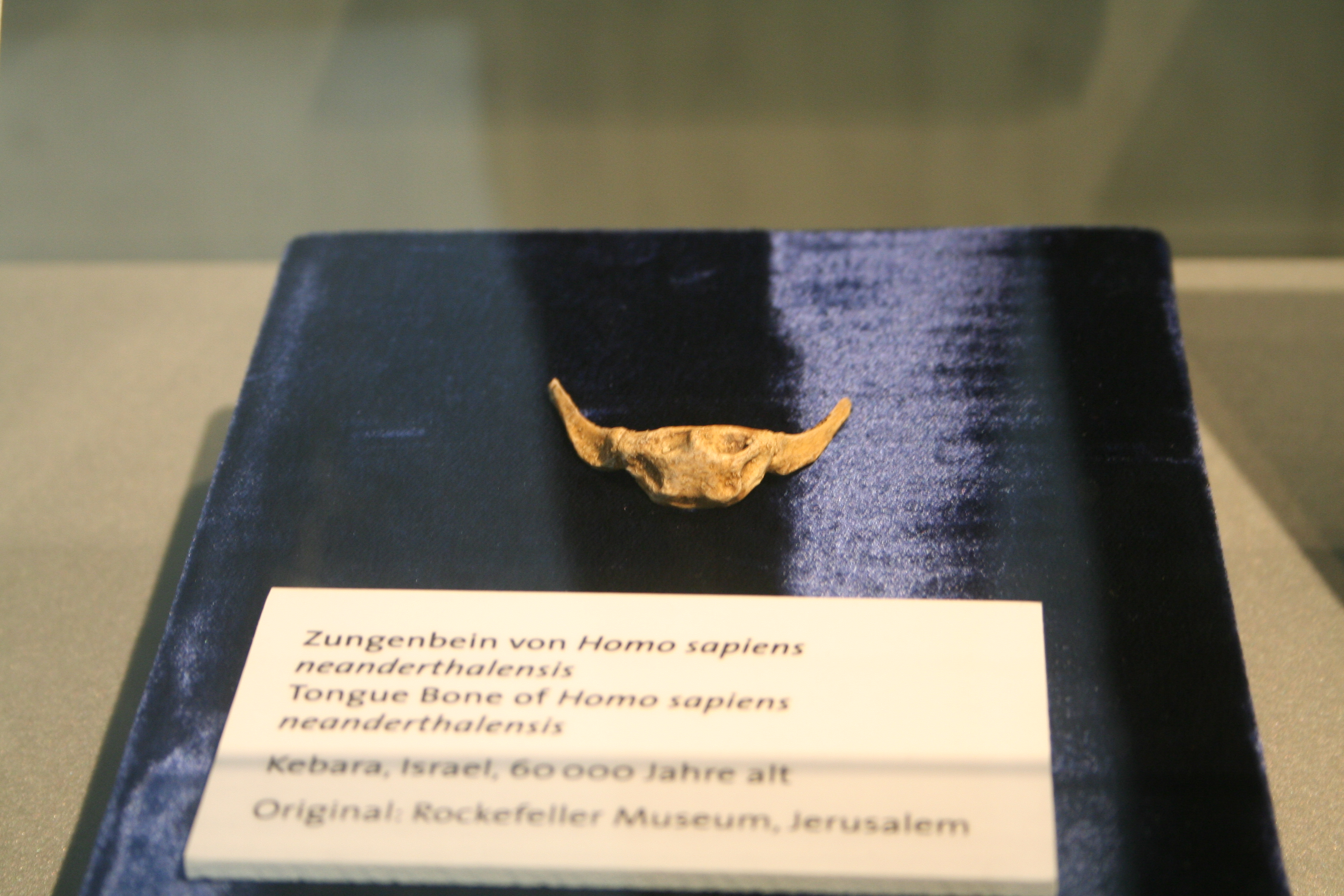
Neandertaler-Zungenbein aus der Kebara-Höhle

## Ausgrabungen
Arensburg nahm an verschiedenen Ausgrabungen teil, darunter:
- Hayonim-Höhle (Natufien) zusammen mit Ofer Bar-Yosef und Eitan Tchernov ⊙
- Kebara-Höhle ⊙
- Sinai-Halbinsel ⊙[3]

## Forschungsinteressen
Arensburg forschte zu den Sprachfähigkeiten der Neandertaler anhand des Zungenbeins, das in der Kebara-Höhle gefunden wurde.
Zusammen mit Marcus Goldstein, der ebenfalls nach Israel ausgewandert war, lieferte Arensburg 1971 den ersten paläontologischen Überblick Israels, beginnend mit dem Mittelpaläolithikum.
Zusammen mit Nathan Hilel studierten die beiden Wissenschaftler die Entwicklung von Skeletten von Beduinen, die im Negev ausgegraben wurden.
Sie untersuchten auch Krankheiten, an denen die Beduinen litten.
Außerdem untersuchten sie die Krankheiten der Juden in Israel in der römisch-hellenistischen Zeit.

## Trivia
1978 traf Arensburg bei Ausgrabungen in der Sinai-Wüste mit Israel Hershkovitz zusammen.
Dieser ließ sich von Arensburg inspirieren, auf dessen Fachgebiet zu wechseln und sich an den archäologischen Untersuchungen von Skeletten zu beteiligen.

## Veröffentlichungen
- Baruch Arensburg, Ofer Bar-Yosef (Hrsg.): Moshé Stekelis memorial volume. Magnes Press, Jerusalem 1977, OCLC 3931642
- Arensburg B., M. S. Goldstein, H. Nathan, Y. Rak: Skeletal remains of Jews from Hellenistic, Roman and Byzantine periods in Israel, 1980, I: Metric
- Analysis. Bull. et Mem. de la Soc. D’Anthropologie de Paris 7 (13): 175–186.
- M.S. Goldstein, B. Arensburg, H. Nathan: Skeletal remains of Jews from the Hellenistic and Roman periods in Israel, II: Non-metric morphological observations, 1980, Bull. et Mem. de la Soc. D’Anthrop. de Paris 7 (13): 279–295.
- Arensburg B., A.M. Tillier: A new Mousterian child from Qafzeh (Israel) Qafzeh 4a, 1983, Bull. et Mem. de la Soc. D’Anthrop. de Paris 10 (13): 61–69.
- Arensburg B., P. Smith: The Jewish population of Jericho 100 B.C. – 70 C.E., 1983, Palestine Exploration Quarterly: 133–139.
- Arensburg B., A.M. Tillier, B. Vandermeersch, H. Duday, L.A. Scheparts and Y. Rak: A Middle Palaeolithic Human Hyoid Bone, 1989, Nature 338: 758–760.
- Rado, R., Himelfarb, M., Arensburg, B., Terkel, J. and Wollberg, Z.: Are seismic communication signals transmitted by bone conduction in the blind mole rat?, 1989, Hearing Research 41: 23–30.
- Arensburg, B., Schepartz, L.A., Tillier, A.M., Vandermeersch, B. and Rak, Y.: A Reappraisal of the Anatomical Basis for Speech in Middle Palaeolithic Hominids, 1990, Am. J. Physical Anthropology 83: 137–146.
- Shatz A., Hiss J., Arensburg B.: Basement membrane thickening of the vocal cords in Sudden Infant Death Syndrome, 1991, Laryngoscope 101: 484–486.
- Belfer-Cohen, A., L. Schepartz, and B. Arensburg: New Biological Data for the Natufian Populations in Israel in The Natufian Culture in the Levant, 1991, Edited by O. Bar-Yosef and F. R. Valla, S. 411–424. Ann Arbor: International Monographs in Prehistory.
- Wish-Baratz S., Arensburg B., Alter Z.: Anatomical Relationships and Superior Reinforcement of the TMJ Mandibular Fossa, 1992, Journal of Craniomandibular Disorders, Facial and Oral Pain 6 (3): 171–176.
- Mordechai Gichon, Baruch Arensburg, Arie Kindler, Nili Liphschitz, Yoav Waisel, Menashe el Har, Israel Roll: En Boqeq, Bd.1, Geographie und Geschichte der Oase; Das spätrömisch-byzantinische Kastell, Verlag Phillip von Zabern in Wissenschaftliche Buchgesellschaft, 1992, ISBN 978-3-8053-0250-0
- Hershkovitz I., Edelson G., Spiers M., Arensburg B., Nadel D., Levi B.: Ohalo II man – Unusual findings in the anterior rib cage and shoulder girdle of a 19.000 years old specimen, 1993, International Journal of Osteoarchaeology 3: 177–188.
- Vandermeersch B., Arensburg B., Tillier A-M., Rak Y., Weiner S., Spiers M., Aspillaga E.: Middle Palaeolithic Dental Bacteria from Kebara Israel, 1994, Compte Rendus de l’Académie des Sciences, Paris, Série II, 319: 727–731.
- Hershkovitz I., Bar-Yosef O. and Arensburg B.: The pre-pottery Neolithic populations of South Sinai and their relation to other circum-Mediterranean groups: An anthropological study, 1994, Paleorient 20 (2): 59–84.
- B. Arensburg: Middle paleolithic speech capabilities: A response to Dr. Lieberman in American Journal of Physical Anthropology, Band 94, S. 279–280, 1994, doi:10.1002/ajpa.1330940212
- Pap I., Tillier AM., Arensburg B., Weiner S., Chech M.: First scanning electron microscope analysis of dental calculus from European Neanderthals: Subalyuk, (Middle Paleolithic, Hungary), 1995, Bull. et Mem. Societe d’Anthropologie de Paris 7: 69–72.
- Arensburg B.: Ancient dental calculus and diet, 1996, Human Evolution 11(2): 139–145.
- Arensburg B., Pap I., Tillier AM, Chech M.: The Subalyuk 2 middle ear stapes, 1996, International Journal of Osteoarchaeology 6: 185–188.
- Arensburg B., Goldstein SM.: A Review of Paleopathology in the Middle East, in Health and disease in the Holy Land, 1996, Edited by Waserman M. and Kottek SS., pp. 19 – 36. The Edwin Mellen Press, Lewiston.
- Tillier AM., Kaffe I., Arensburg B., Chech M.: Hypodontia of permanent teeth among Middle Palaeolithic Hominids: An early case dated to ca. 92.000 +/- 5.000 years BP at Qafzeh Site, 1998, International Journal of Osteoarchaeology 8: 1–6.
- Yahel J. and Arensburg B.: The topographic relationships of the unpaired visceral branches of the aorta, 1998, Clinical Anatomy 11: 304–309.
- Baruch Arensburg: In memoriam: Marcus S. Goldstein (1906–1997) in American Journal of Physical Anthropology, Band 106, 1998, S. 109–112.
- Baruch Arensburg, Belfer-Cohen A.: Sapiens and Neandertals in Akazawa T., Aoki K., Bar-Yosef O. (Herausgeber) Neandertals and Modern Humans in Western Asia, 2002, Springer, Boston, MA., ISBN 978-0-306-45924-5
- E. Tchernov, Avi Gopher, Ofer Bar-Yosef, Baruch Arensburg: Early Neolithic Village in the Jordan Valley, Harvard University Press, 2006, ISBN 978-0-87365-548-4
- Ofer Bar-Yosef, Baruch Arensburg, Anna Belfer-Cohen, Paul Goldberg, Liliane Meignen, Mary C. Stiner, Natalie D. Munro, Stephen Weiner: Hayonim Cave in Part III: Archaeology of Human Evolution, S. 231–240, 2017, Cambridge University Press,  doi:10.1017/9781316106754.026 online als pdf
- Liliane Meignen, Ofer Bar-Yosef, Baruch Arensburg, Daniella E. Bar-Yosef Mayer, Anna Belfer-Cohen: Kebara Cave, Mt. Carmel, Israel, Part II: The Middle and Upper Paleolithic Archaeology, Peabody Museum of Archaeology & Ethnology,U.S., 2020, ISBN 978-0-87365-554-5